# No Fuck Bébé
No Fuck Bébé est un groupe de musique français actif de 1982 à 1984.

## Histoire
Le groupe se forme en 1982,, à l'occasion du spectacle Pelouse interdite, créé en hommage au décès de Serge Kos, SDF âgé de 25 ans, mort de froid à Sochaux,. 
En 1983, ils tournent le clip de leur chanson Bébé éprouvette.
En 1984, ils produisent un spectacle financé par la mairie de Montbéliard. Au mois de juin de la même année, l'un des membres du groupe participe à la fondation de Radio Biberon Toxique,. 
En 2009, René Philipps, ancien membre du groupe, fait éditer l'ouvrage autobiographique Made in la Rue.

## Description
No Fuck Bébé réunit des jeunes issu de la cité des buis à Valentigney. Il est initialement composé, à la guitare, de René Phillipps,frère de Martine Marie Phillips, et de Jimmy, à la batterie,. Ils sont ultérieurement rejoints par Laurence[évasif] puis Quinroux[Qui ?], à la basse et Titus[Qui ?] qui remplace René au chant.
À l'occasion d'une interview, en 1982, lorsqu'on leur demande si No Fuck Bébé est un groupe punk, Jimmy répond « on est pas anglais puis on a pas de reine ». Plus tard, dans son livre, René Philipps qualifiera le groupe de « Prolo-Punk ».

## Discographie
Le seul album du groupe ne sort qu'en 2012, édité par un label parisien, composé de sessions d'enregistrement réalisés en 1982 et 1984.